# آيلسا لاند
آيلسا لاند (بالإنجليزية: Ailsa H. Land)‏ (الاسم عند الولادة: ديكن، ولدت في 14 يونيو 1927) هي أستاذة فخرية للبحوث التشغيلية في قسم الإدارة في كلية لندن للاقتصاد. اشتهرت بالمشاركة في تحديد خوارزمية التفريغ والتحديد جنبًا إلى جنب مع أليسون هاركورت أثناء إجرائها بحثًا في كلية لندن للاقتصاد في عام 1960. وهي متزوجة من فرانك لاند وهو أيضًا أستاذ فخري في كلية لندن للاقتصاد.

## التعليم
حصلت آيلسا على درجة الدكتوراه من كلية لندن للاقتصاد عام 1956، وكانت أطروحتها بعنوان تطبيق تقنيات البرمجة الخطية على نقل الفحم، تحت إشراف جورج مورتون.

## برمجة الأعداد الصحيحة
عملت آيلسا مع هيلين ماكوفر وأليسون هاركورت وجورج مورتون في أواخر الخمسينيات من القرن الماضي في عدد من مشاكل برمجة الأعداد الصحيحة مثل مسألة البائع المتجول وجدولة الطائرات. رغم ذلك كانت هذه المشكلات تبدو معقدة للغاية بحيث لا يمكن حلها.
كلفت شركة بي بي كلا من آيلسا وأليسون بالتحقيق في استخدام المتغيرات المنفصلة ضمن نماذج البرمجة الخطية. من خلال هذا التحقيق طوروا خوارزمية التفريغ والتحديد لحل مشاكل الأعداد الصحيحة. طريقة الحل هذه هي الآن طريقة الحل الأكثر شيوعًا لمشاكل استمثال مسائل NP الصعبة.
نفذت آيلسا خوارزميات البرمجة الخطية والصحيحة باستخدام فورتران.
في وقت لاحق في حياتها، جمعت مع سوزان باول تطبيقاتها في كتاب، Fortran Codes for Mathematical Programming: Linear, Quadratic and Discrete (Wiley, 1973).

## جوائز وتكريم
حصلت على جائزة هارولد لاندر من قبل الجمعية الكندية للبحوث التشغيلية في عام 1994 لتحقيق التميز الدولي في بحوث العمليات.
تُمنح جائزة آيلسا لاند سنويًا في كلية لندن للاقتصاد على شرفها.